# Robert Chwiałkowski
Robert Chwiałkowski (ur. 2 sierpnia 1965 w Kaliszu) – polski kajakarz, medalista mistrzostw świata, wielokrotny mistrz Polski.

## Kariera sportowa
Był zawodnikiem Kaliskiego Towarzystwa Wioślarskiego (1976-1986) i Gwardii Opole (1987-1990). Jego największym sukcesem było dwukrotne wicemistrzostwo świata: w 1987 w konkurencji K-4 500 m (razem z Wojciechem Kurpiewskim, Grzegorzem Krawcowem i Kazimierzem Krzyżańskim) oraz w 1989 w konkurencji K-4 1000 m (razem z Wojciechem Kurpiewskim, Grzegorzem Krawcowem i Maciejem Freimutem). Ponadto w 1986 sięgnął po brązowy medal mistrzostw świata w konkurencji K-4 1000 razem z Wojciechem Kurpiewskim, Grzegorzem Krawcowem i Kazimierzem Krzyżańskim).
Na Letniej Uniwersjadzie w 1987 zdobył złoty medal w konkurencji K-4 500 m, srebrny medal w konkurencji K-4 1000 m oraz brązowy medal w kategorii K-2 500 m.
Był mistrzem Polski w konkurencjach:
- K-2 1000 (z Tomaszem Kluszczyńskim)
- K-4 500 m – 1986 i 1987 (w obu startach z Andrzejem Wośko, Jerzym Piechotą i Piotrem Grabarkiem), 1989 (z Tomaszem Kluszczyńskim, Wojciechem Firgalskim i Wojciechem Kurpiewskim)
- K-4 1000 – 1986, 1987 (w obu startach z Andrzejem Wośko, Jerzym Piechotą i Piotrem Grabarkiem), 1988 (razem z Wojciechem Kurpiewskim, Grzegorzem Krawcowem i Kazimierzem Krzyżańskim)
- K-4 10000 – 1987 (z Andrzejem Wośko, Jerzym Piechotą i Piotrem Grabarkiem)

Był mężem kajakarki Katarzyny Weiss.